# 印洲塘海岸公園

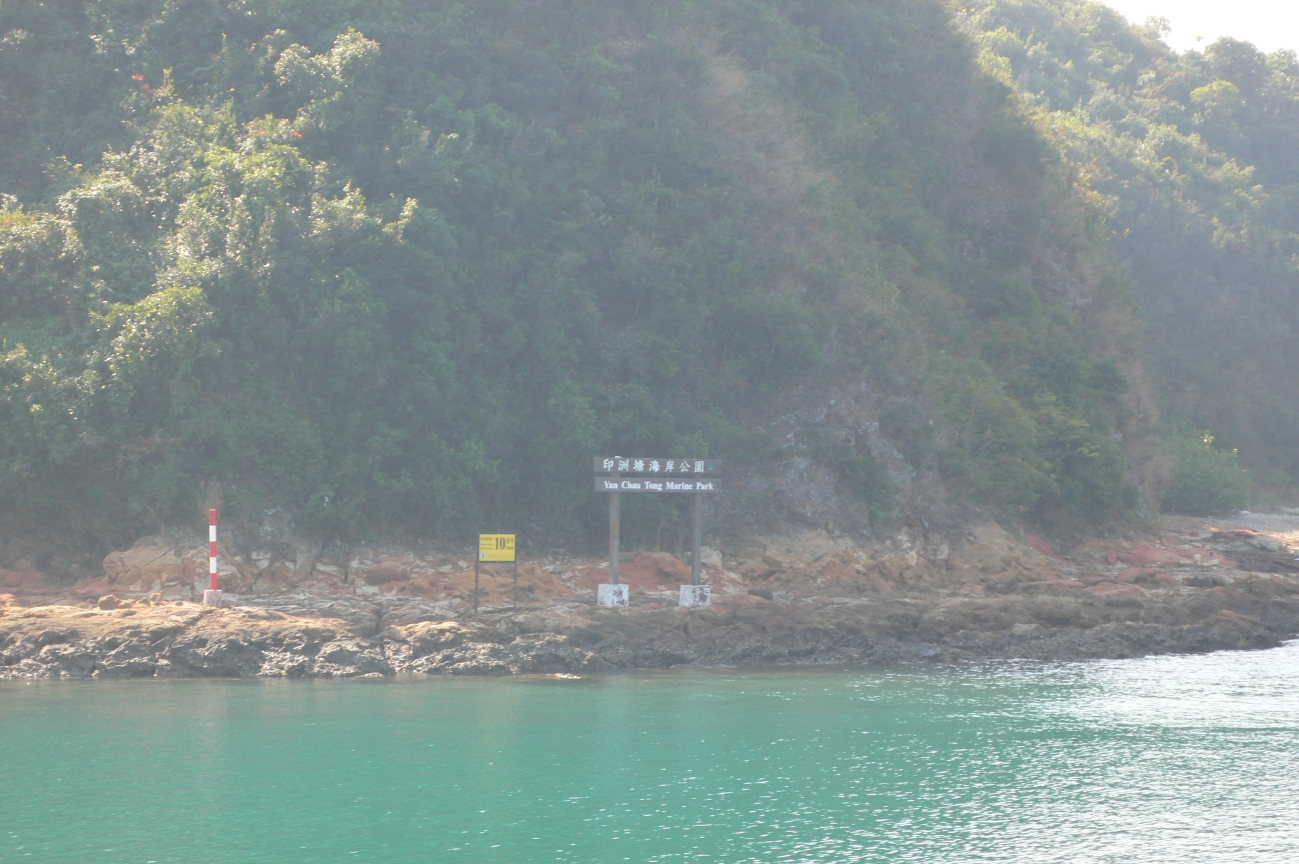
印洲塘海岸公園標示

印洲塘海岸公園（英語：Yan Chau Tong Marine Park）位於香港船灣郊野公園的東北面，總面積約680公頃。印洲塘海岸公園由兩個海灣組成，比較少的位於荔枝窩，用連接涌灣咀和九蘆頭北部的直線做界限；另外一個海灣的兩條海上界線就分別連接著西流江跟石岩頭、往灣洲的老沙田與蕩排頭。

## 地理
印洲塘海岸公園的吉澳海、印洲塘和小島的海岸線極為參差不齊，形成了特別的地貌，包括海灣、岬角、半島、陡崖和沙坑。在每個沙灘之間，有很多岩石和島散佈。有一塊近西流江的稱為印洲，其形狀尤如印般，此可能為印洲的名師來源。

## 物種發現
早期的研究指出，荔枝窩與三椏涌曾經錄到矮大葉藻、喜鹽草和小喜鹽草這三種海草。這些海草床可以作為哺育場，提供一個藏身之所予軟體動物跟魚類的幼體。除了作藏身之所外，海草亦都可以作為海膽和海龜等等動物的食物。
除了海草之外，紅樹在這個海岸公園物種比較繁多的地方生長。由於紅樹林生長需要一些特定的環境和條件，如果鹽濃度跜跟潮水高低不一，它們就會死亡。所以這些動植物都要對嚴峻環境具備高度適應力。兩個有代表性的紅樹林分別位於荔枝窩和三椏村，兩個樹林面積各大約3公頃。在荔枝窩可以找到香港的記錄入面全數八種的真紅樹，而在三椏村亦可找到5種。